# Сульфат кадмия
Сульфат кадмия (англ. Cadmium sulfate) — химическое вещество с формулой CdSO4. Преимущественно известно в форме гидрата 3CdSO4·8H2O. Очень редко встречается в природе в составе некоторых минералов.

## Получение
Взаимодействием оксида или гидроксида кадмия с серной кислотой:
{\displaystyle {\ce {CdO + H2SO4 -> CdSO4 + H2O}}}
{\displaystyle {\ce {Cd(OH)2 + H2SO4 -> CdSO4 + 2H2O}}}
Действием на металлический кадмий смесью серной и азотной кислот:
{\displaystyle {\ce {3Cd + 3H2SO4 + 2HNO3 -> 3CdSO4 + 4H2O + 2NO ^}}}
Безводный препарат может быть получен реакцией кадмия с пероксодисульфатом натрия или калия:
{\displaystyle {\ce {Cd + K2S2O8 -> CdSO4 + K2SO4}}}

## Физические свойства
Белые моноклинные кристаллы без запаха, вызывающие жжение во рту. Вещество очень хорошо растворимо в воде. Сульфат кадмия — вода (3/8), 3CdSO4•8H2O, — моноклинное кристаллическое вещество без цвета и запаха. При нагревании выше 40°C теряет воду (плавясь), переходя в моногидрат CdSO4•H2O при 80°C, который плавится при 105°C. При дальнейшем нагревании отщепление воды не происходит. Почти нерастворим в этаноле, ацетоне, аммиаке, этилацетате

## Химические свойства
Вступает в реакции обмена:
{\displaystyle {\ce {CdSO4 + H2S -> CdS v + H2SO4}}}
{\displaystyle {\ce {CdSO4 + Ba(NO3)2 -> BaSO4 + Cd(NO3)2}}}
{\displaystyle {\ce {CdSO4 + 2NaOH -> Cd(OH)2 v + Na2SO4}}}
Водный раствор имеет кислый pH ввиду гидролиза по катиону:
{\displaystyle {\ce {CdSO4 + 2H2O <=> Cd(OH)2 + H2SO4}}}

## Применение
Используется как электролит для элементов питания или как краситель. Применяется для создания сульфида и селенида кадмия.

## Токсичность
Очень ядовит при проглатывании и вдыхании. Является канцерогеном и мутагеном. При отравлении вызывает сильный урон почками, печени и лёгким. Очень вреден для водных организмов. При воздействии вещества рекомендуется немедленное обращение за медицинской помощью.